# Mesanthemum radicans
Mesanthemum radicans là một loài thực vật có hoa trong họ Eriocaulaceae. Loài này được (Benth.) Körn. mô tả khoa học đầu tiên năm 1856.